# Juan Ramírez Cueto
Juan Ramírez Cueto (nacido en Jaén, 1953) es un periodista, poeta y novelista español.

## Biografía
Cursó el bachiller en el Instituto Virgen del Carmen de Jaén, cercano a su barrio "El Ejido de Belen", tan nombrado por el autor que nació en la calle República Argentina por la que en su infancia, al amanecer, "bajaban los muleros tristes y silenciosos a trabajar el campo de los terratenientes", según explica. 
Tras el Bachillerato se trasladó a Barcelona donde cursó la carrera de Periodismo en la Universidad Autónoma.
Como periodista ha trabajado en importantes medios de comunicación de España.Diario de Barcelona, Radio España, entre otros medios; También trabajó en el desaparecido Grupo Mundo, significándose claramente en la lucha antifranquista.
En sus trabajos poéticos, el desamor, la soledad, la infancia gris que vivió en el Jaén de los años 60 del siglo pasado, son temas extendidos en toda su obra, acompañados de una dura crítica social.
Su poesía es cruda, realista y humanista.
Asimismo, en su narrativa, la realidad jiennense de su infancia y juventud está presente, claramente en "Volver a Geen", su segunda novela publicada.
La ciudad andaluza como fuente de versos, tramas y personajes en la vida literaria del autor.
"La nube verde", su primera novela, es una profunda reflexión sobre lo que el autor denomina "las mentiras universales", como la esperanza o la eternidad.
En su última obra narrativa "Como la mar cuando despierta" aborda la libertad de la mujer a través de un personaje femenino y contradictorio que camina, como dice el autor"por la frontera que lleva al peligro".

## Obra
Toda su obra ha sido editada por Gabinete Literario.

### Poesía
Entre sus obras poéticas destaca:
- "Recuento" (ediciones 1985-1990-1996).
- "Agónica Esperanza" (1996).
- "El Peso de los Párpados" (1996).
- "Los ángeles no siempre van a su dios" (1999). ISBN 84-922357-7-2.
- "El desorden del silencio" (2003). ISBN 84-930392-6-8.[1]
- "El incierto amanecer de la noche" (2009) ISBN 978-84-922357-9-7
- "Versos del interior'" (2014)ISBN 978-84-930392-2-6
- "Sedienta noche" (2019) ISBN 978-84-09-16174-4
- "Arce.Diecisiete poemas.Diecisiete días."(2020) ISBN 978-84-09-21416-7

### Narrativa
Adentándose en la narrativa ha publicado las novelas:
- "La nube verde" (1998). ISBN 84-922357-3-X.
- "Volver a Geen" (2001). ISBN 84-930392-4-1.[1]
- "Como la mar cuando despierta " (2016). ISBN 978-84-930392-7-1